# Abbondio Chialiva
Abbondio Chialiva (Traversella, 15 febbraio 1800 – Milano, 28 dicembre 1870) è stato un patriota, politico e notaio italiano.

## Biografia
Compromesso nei moti carbonari del 1821, riuscì con una fuga rocambolesca a riparare in Spagna. Nel 1828 si imbarcò per il Messico, ove divenne corrispondente di alcuni giornali francesi. Fu laggiù che con ogni probabilità conobbe Maria Medina, la giovane messicana che divenne sua compagna di vita e madre di Luigi Chialiva, pittore di una qualche notorietà.

Fatta fortuna in America, ritornò in Italia nel 1836, ma preferì poi trasferirsi a Lugano, dove si stabilì a Villa Tanzina. Qui diede ospitalità a numerosi patrioti proscritti, tra i quali Mazzini e Cattaneo.
Fu fraterno amico di Mariano Fogazzaro, padre del celebre romanziere Antonio ed ebbe un ruolo rilevante sulla carriera letteraria di quest'ultimo introducendolo nell'ambiente letterario degli scapigliati. Antonio Fogazzaro nel romanzo Malombra, ritrasse il profilo biografico dell'ormai vecchio amico di suo padre.